# Magic Hour (album Cast)
Magic Hour è il terzo album in studio del gruppo rock britannico Cast, pubblicato nel 1999.

## Tracce
1. Beat Mama – 4:10
2. Compared to You – 3:38
3. She Falls – 3:31
4. Dreamer – 3:43
5. Magic Hour – 3:08
6. Company Man – 3:51
7. Alien – 5:26
8. Higher – 4:04
9. Chasing the Day – 4:20
10. The Feeling Remains – 3:54
11. Burn the Light – 4:01
12. Hideaway[1] – 24:43

## Formazione
- John Power – voce, chitarra
- Peter Wilkinson – basso, cori
- Liam "Skin" Tyson – chitarra
- Keith O'Neill – batteria